# Pioneer Park (Fairbanks)
Pioneer Park è un parco cittadino di 109 ettari a Fairbanks, in Alaska (Stati Uniti).

## Descrizione del parco
Il parco è gestito dal "Dipartimento di Parchi e Ricreazione" del Borough di Fairbanks North Star (Fairbanks North Star Borough in inglese), e si trova all'incrocio tra la Peger Rd e la Airport Way lungo il fiume Chena, più o meno nel centro della cittadina. Il parco commemora la storia antica dell'Alaska con numerosi musei e mostre storiche in loco. Pioneer Park è aperto tutti i giorni dalle 12:00 p.m. fino alle 8:00 p.m.

## Storia
Pioneer Park è stato inaugurato nel 1967 come 'Alaska 67 Centennial Exposition per celebrare il centenario dell'Alaska Purchase (l'acquisto dell'Alaska da parte degli Stati Uniti). L'attuale nome stato definito nel 2001 (prima era chiamato Alaskaland e prima ancora Alaska 67).

## Attrazioni
Le principali attrazioni sono:
- l'Alaska Centennial Center for the Arts, teatro, galleria d'arte e sala riunioni;
- la ferrovia a scartamento ridotto Crooked Creek & Whiskey Island Railroad che circumnaviga il parco;
- il vagone ferroviario Harding Railroad Car che trasporto nel 1923 il presidente Warren G. Harding alla cerimonia di inaugurazione della ferrovia Anchorage-Fairbanks;[1]
- la Gold Rush Town, un insieme di 35 edifici restaurati degli inizi di Fairbanks, tra cui la prima chiesa a Fairbanks, la casa del giudice James Wickersham, negozi e case di artigiani;
- il Mini Golf Fairbanks,  il più piccolo campo da golf di 36 buche dell'America;
- la Valley Mining, una replica delle attrezzature per la ricerca e lavorazione dell'oro;
- il Pioneer Air Museum, un museo sull'aeronautica con 14 aeromobili;
- una replica di un villaggio dei nativi atabasca dell'Alaska (Native Village Museum) con vari manufatti;
- il battello fluviale SS Nenana che trasportava passeggeri e carichi sul Chena River (il fiume Chena) e sul Yukon River (il fiume Yukon) dal 1933 al 1954 (è la seconda più lunga nave di legno scoperta ancora in esistenza);[1]
- il Tanana Valley Railroad Museum, inaugurato nel 2006 e dotato di una delle più antiche locomotive a vapore dell'Alaska.

## Alcune immagini

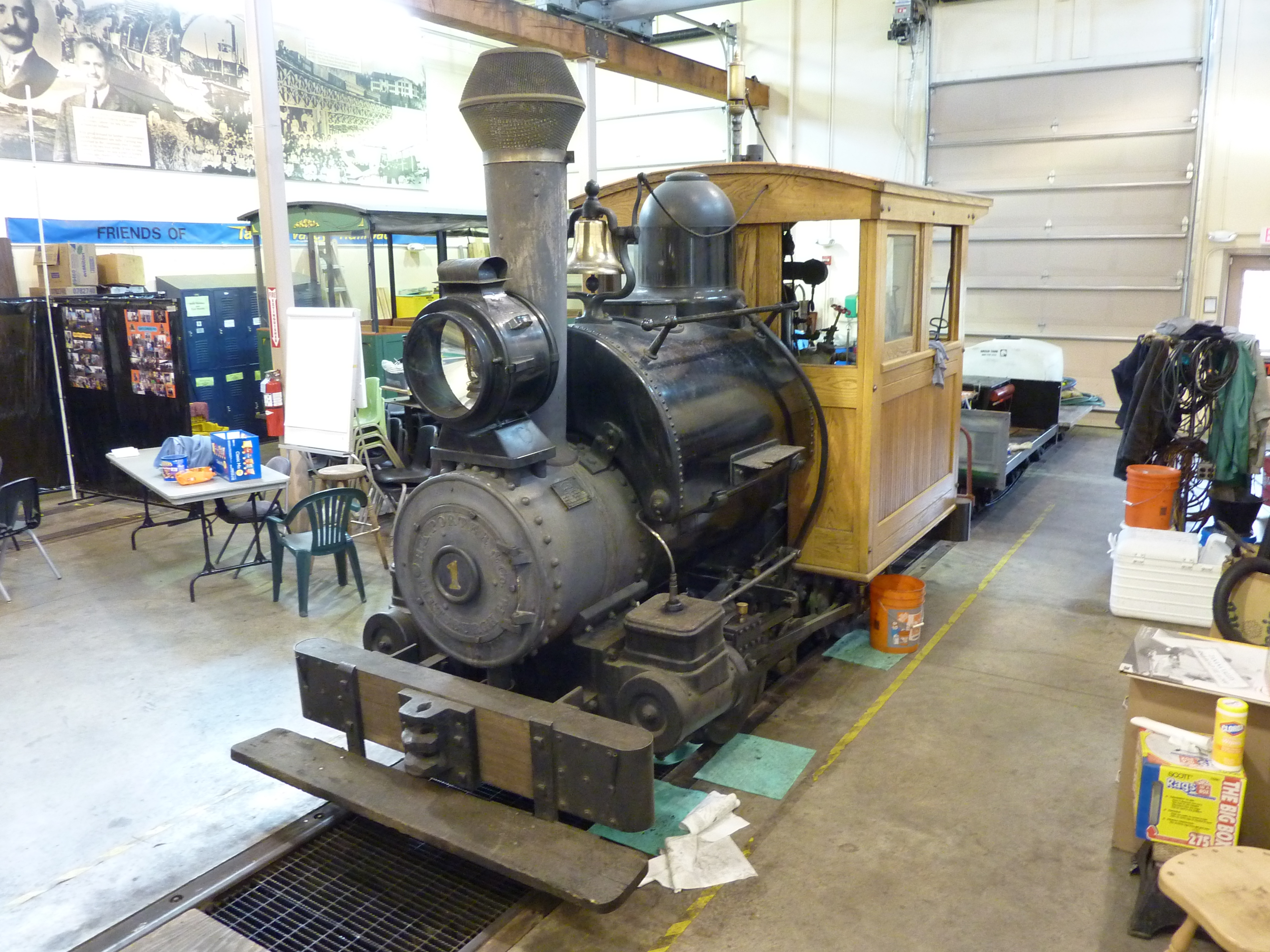
Una delle prime locomotive a vapore della ferrovia lungo la valle Tanana
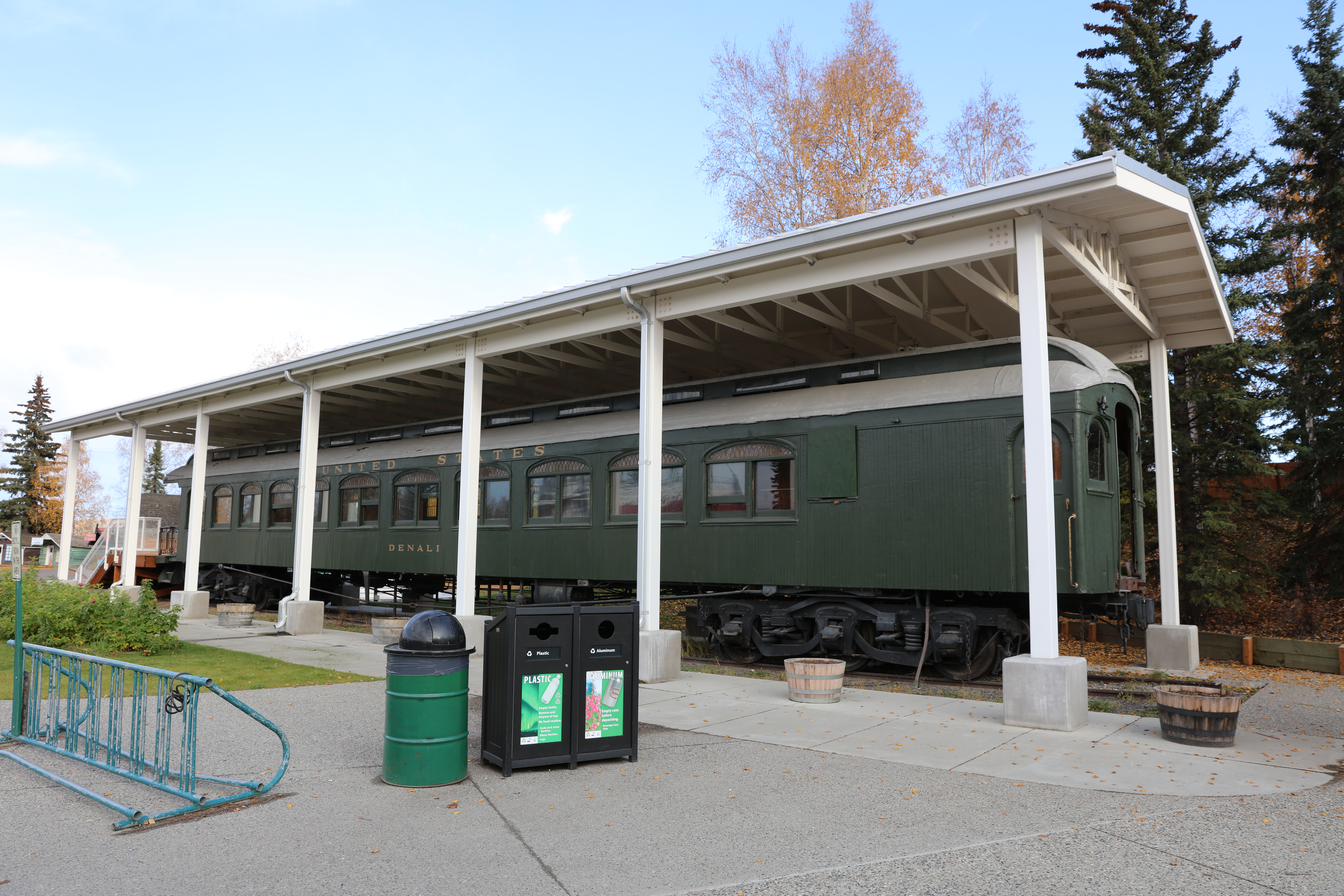
Vagone ferroviario Harding Railroad Car
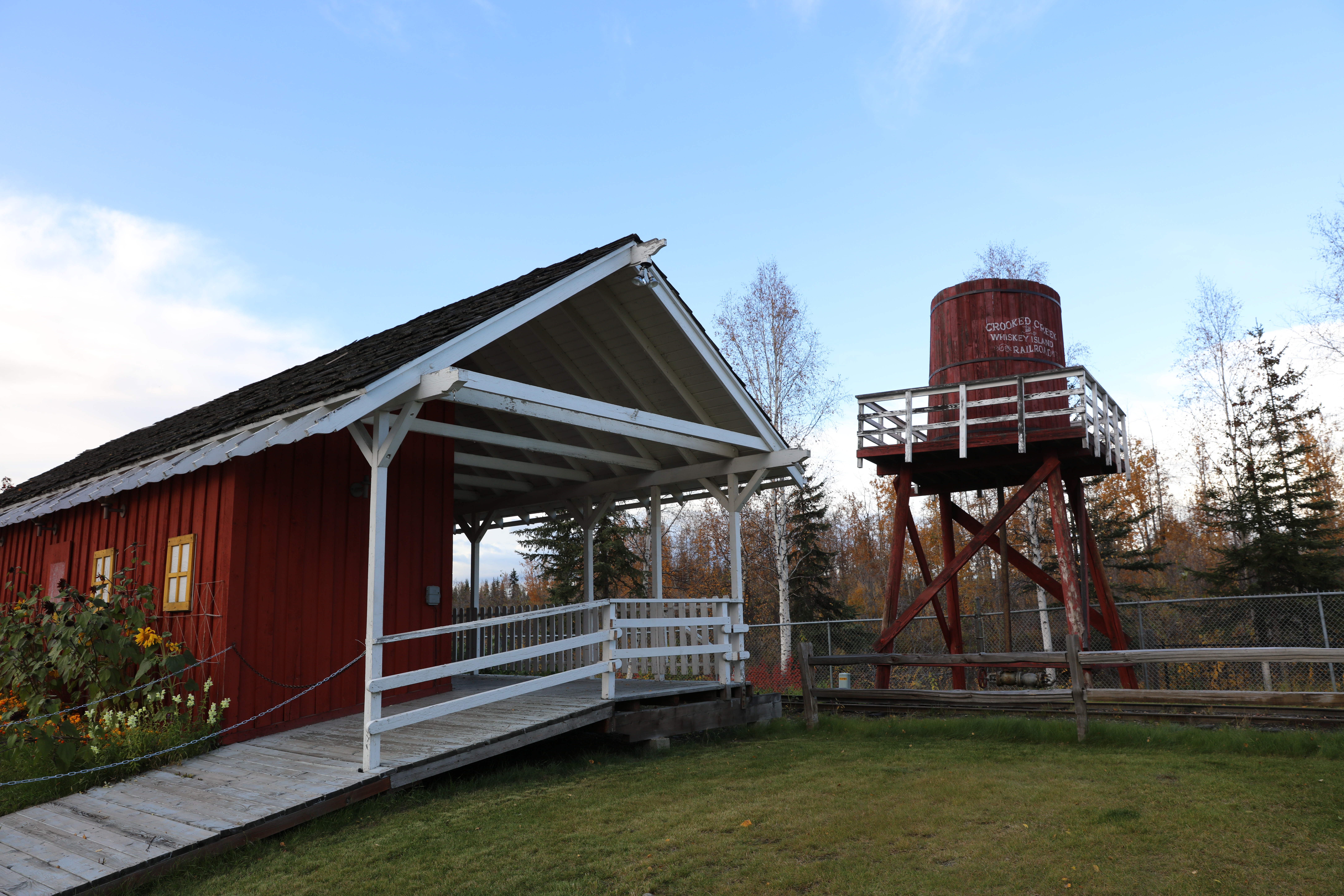
Ferrovia a scartamento ridotto Crooked Creek & Whiskey Island Railroad

### Battello fluviale SS Nenana

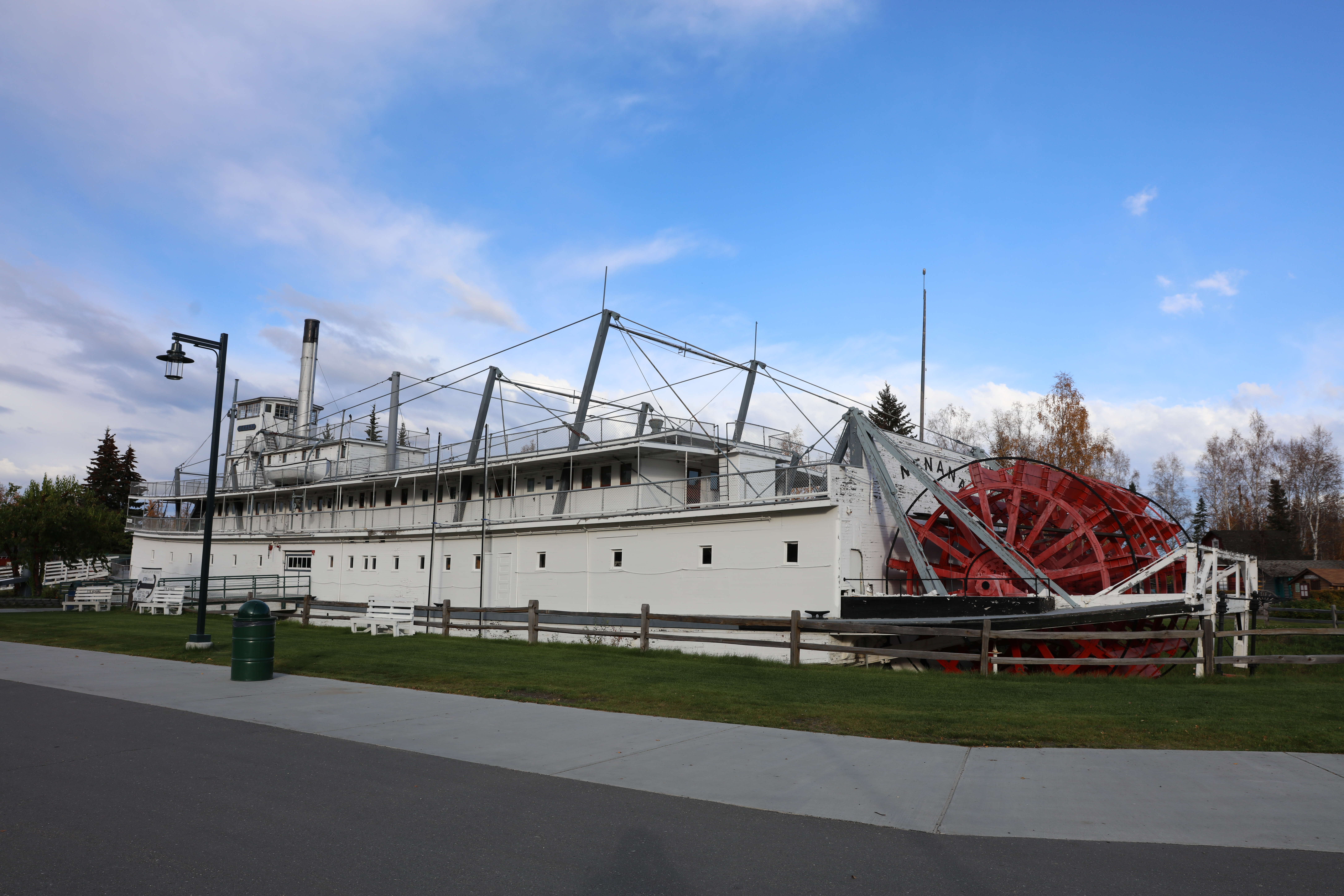
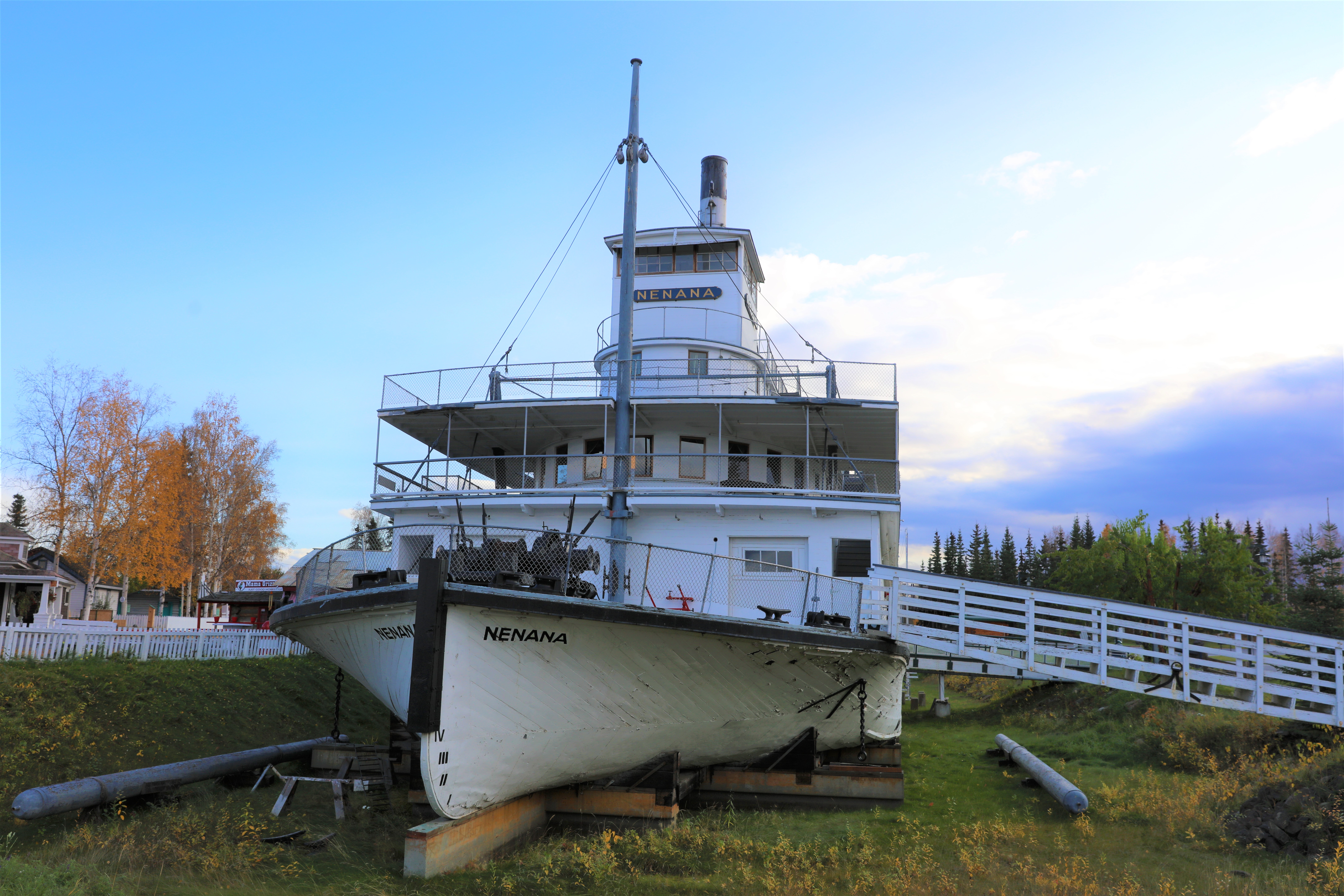
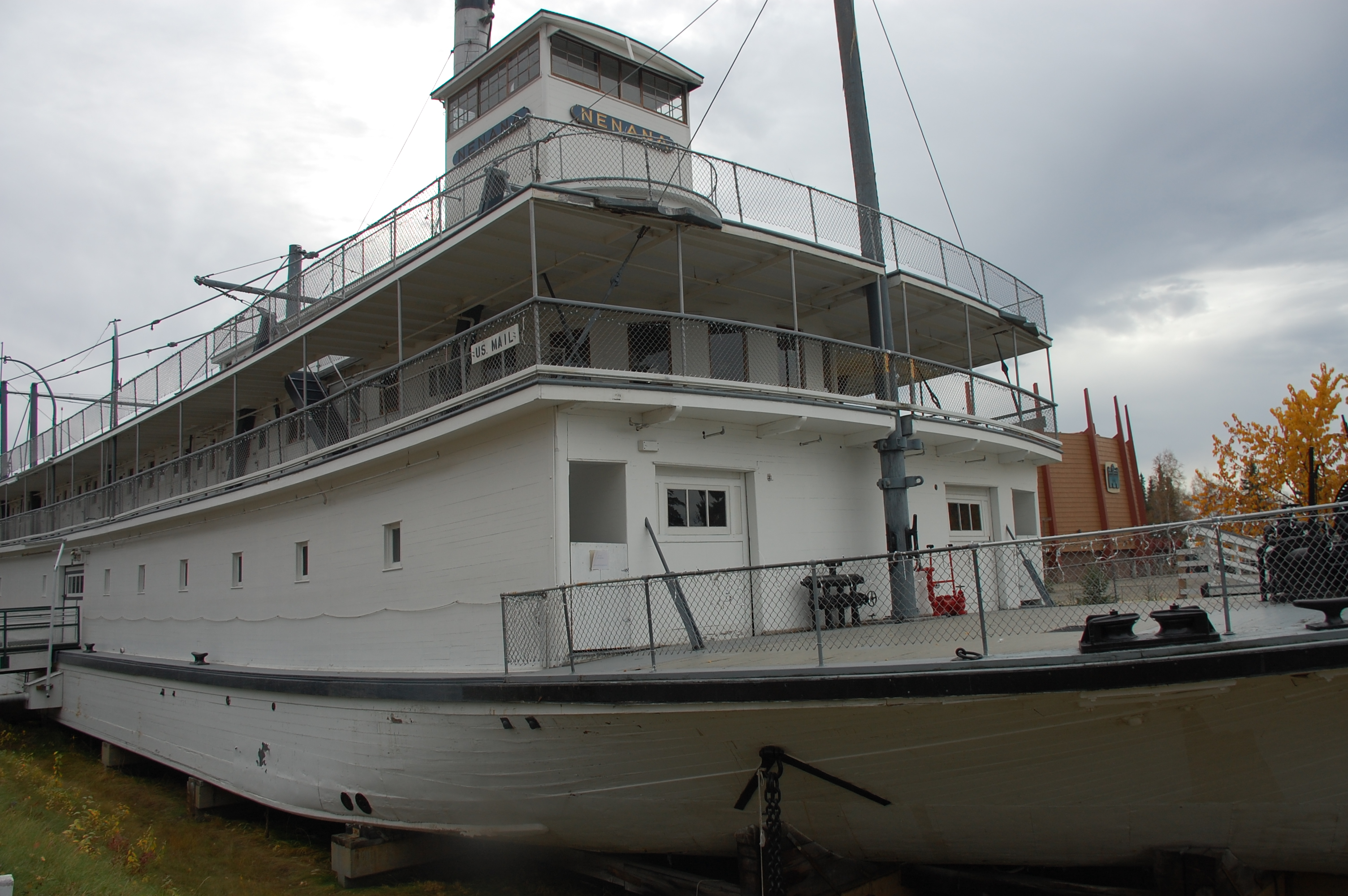

### Gold Rush Town

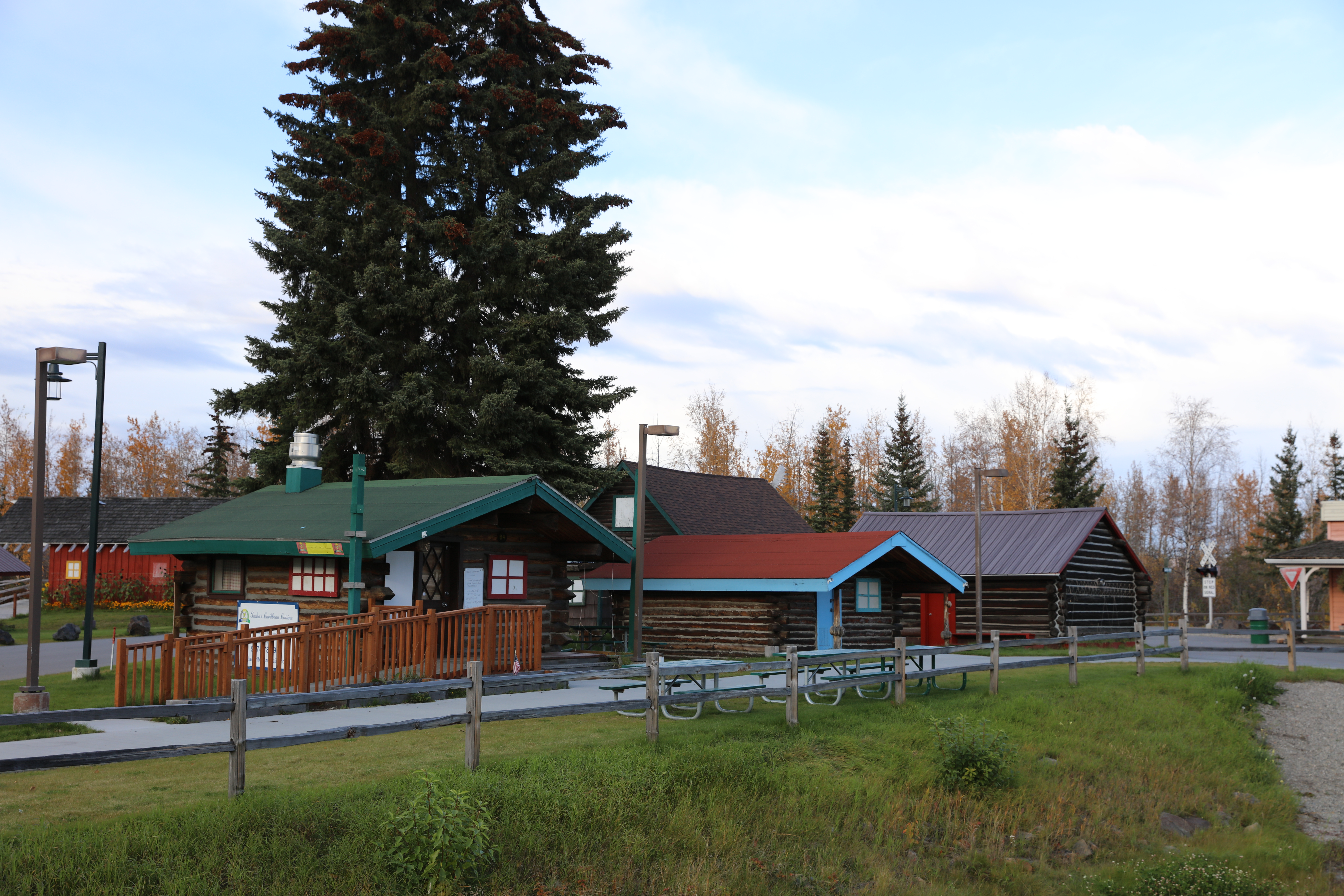
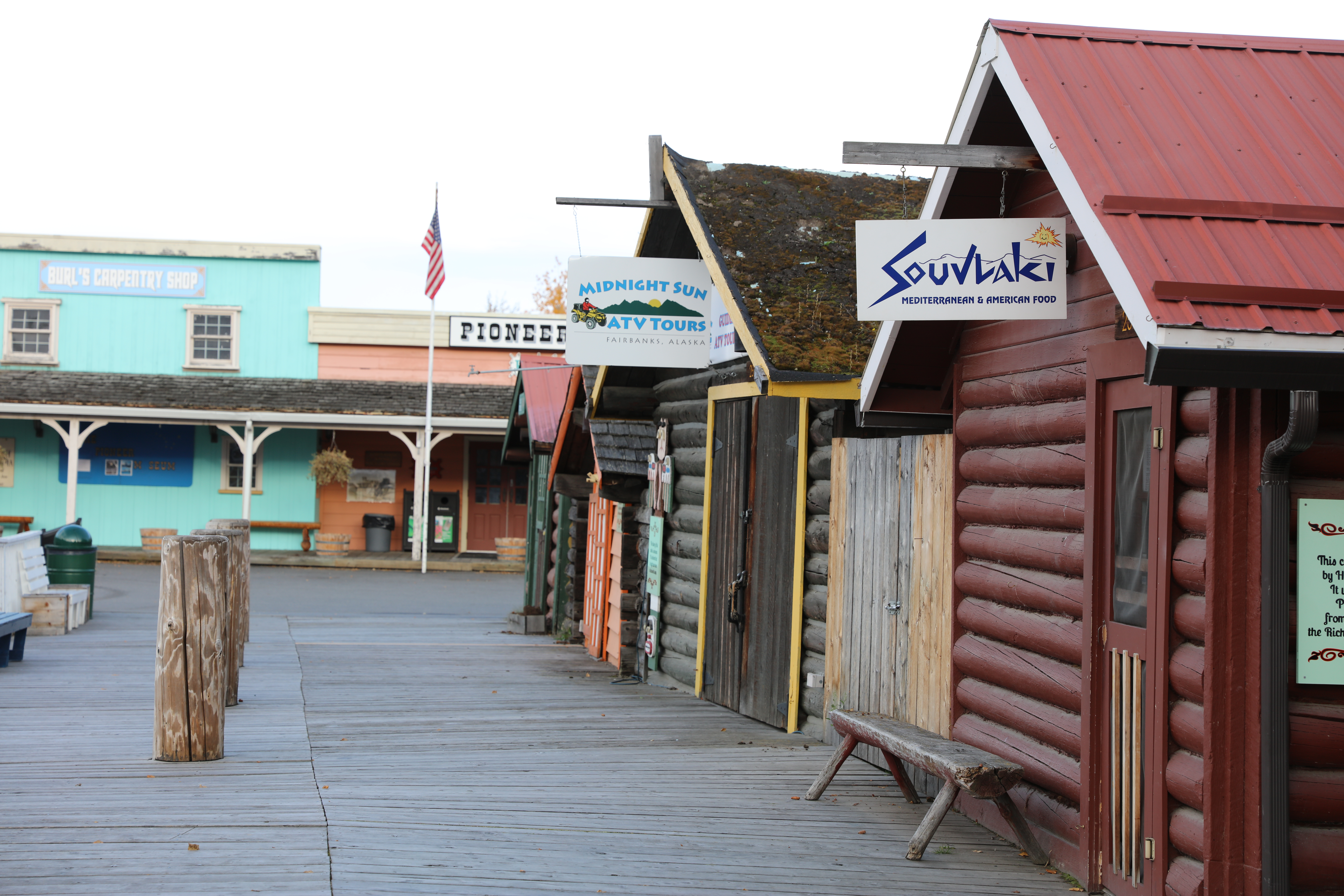
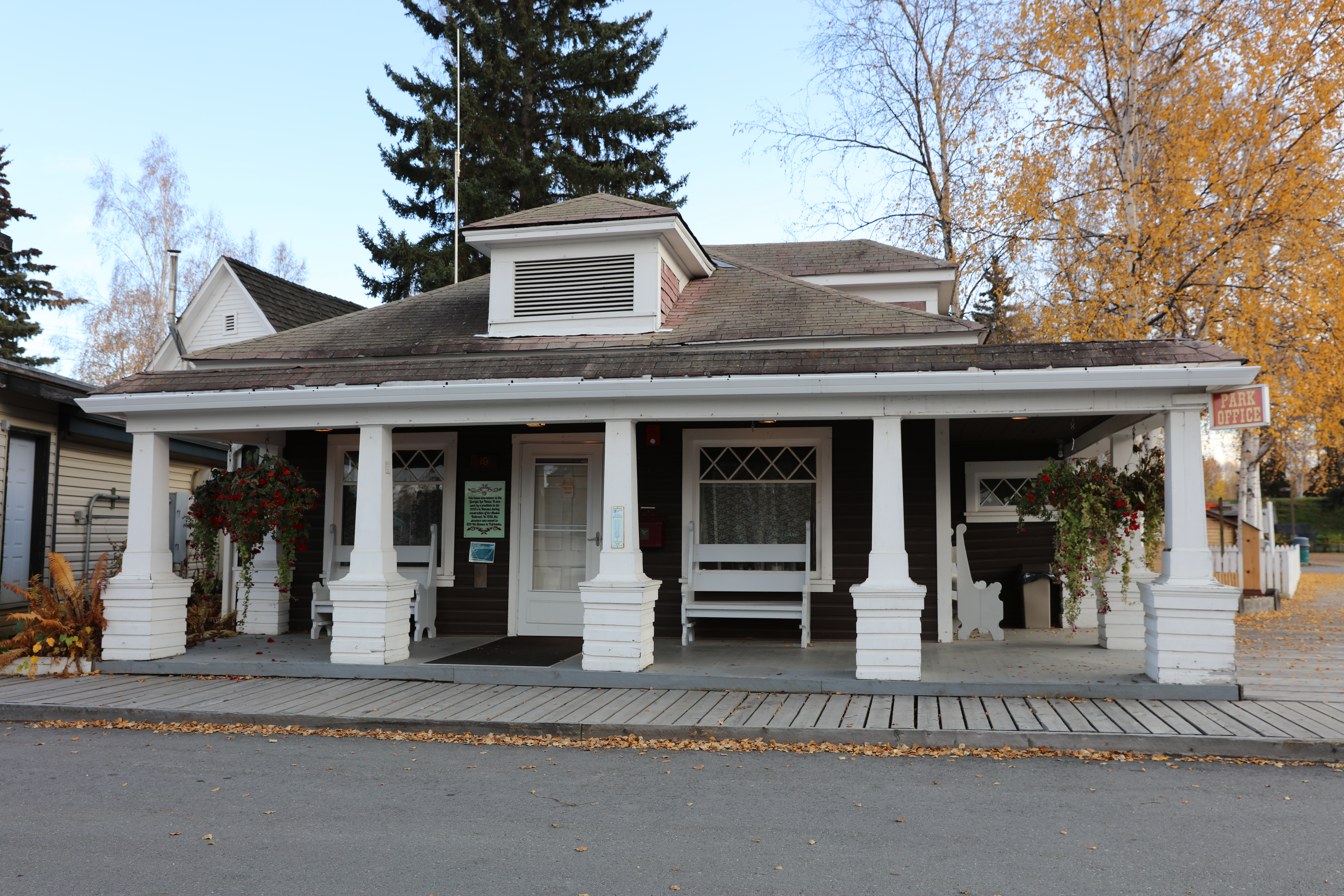
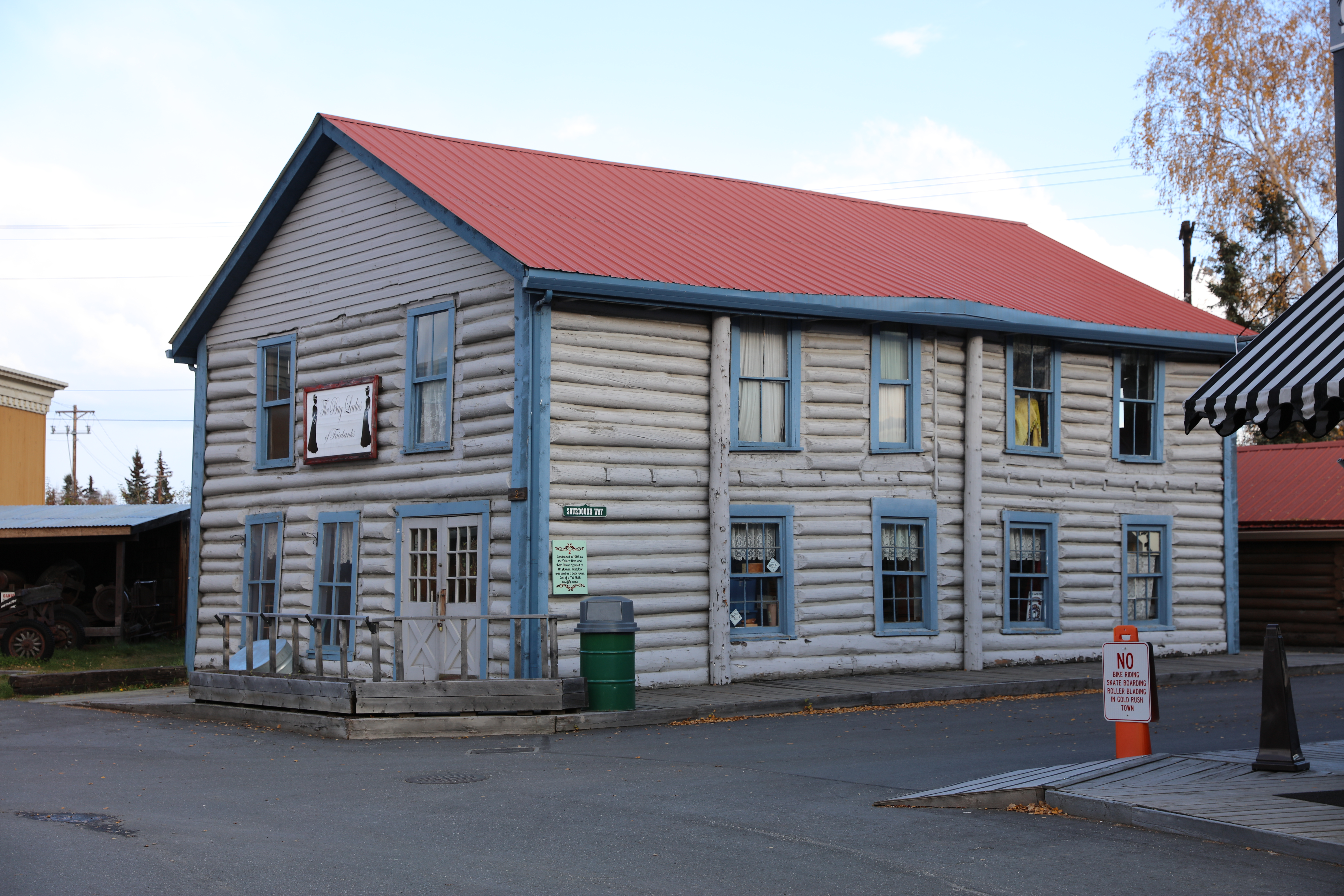
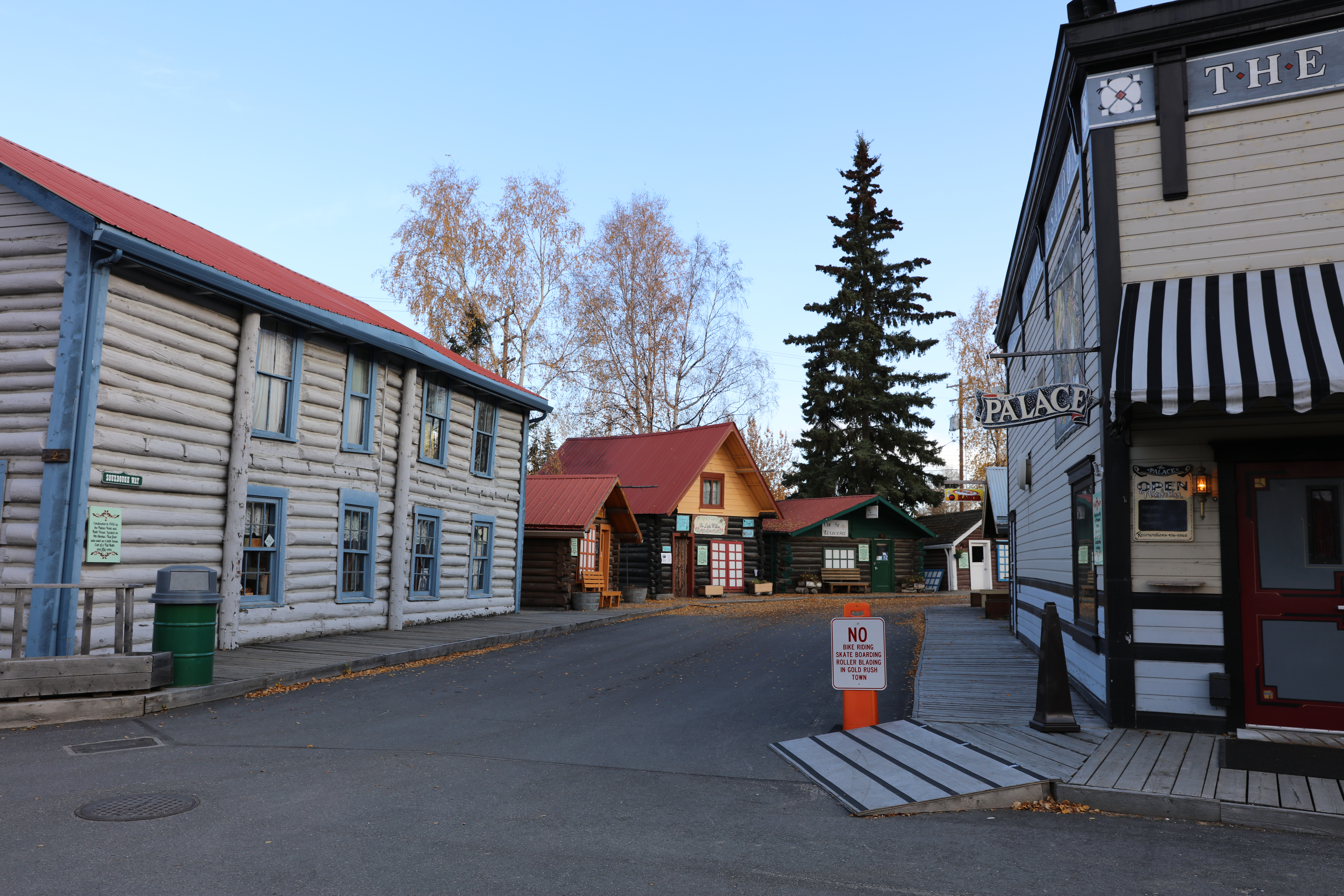
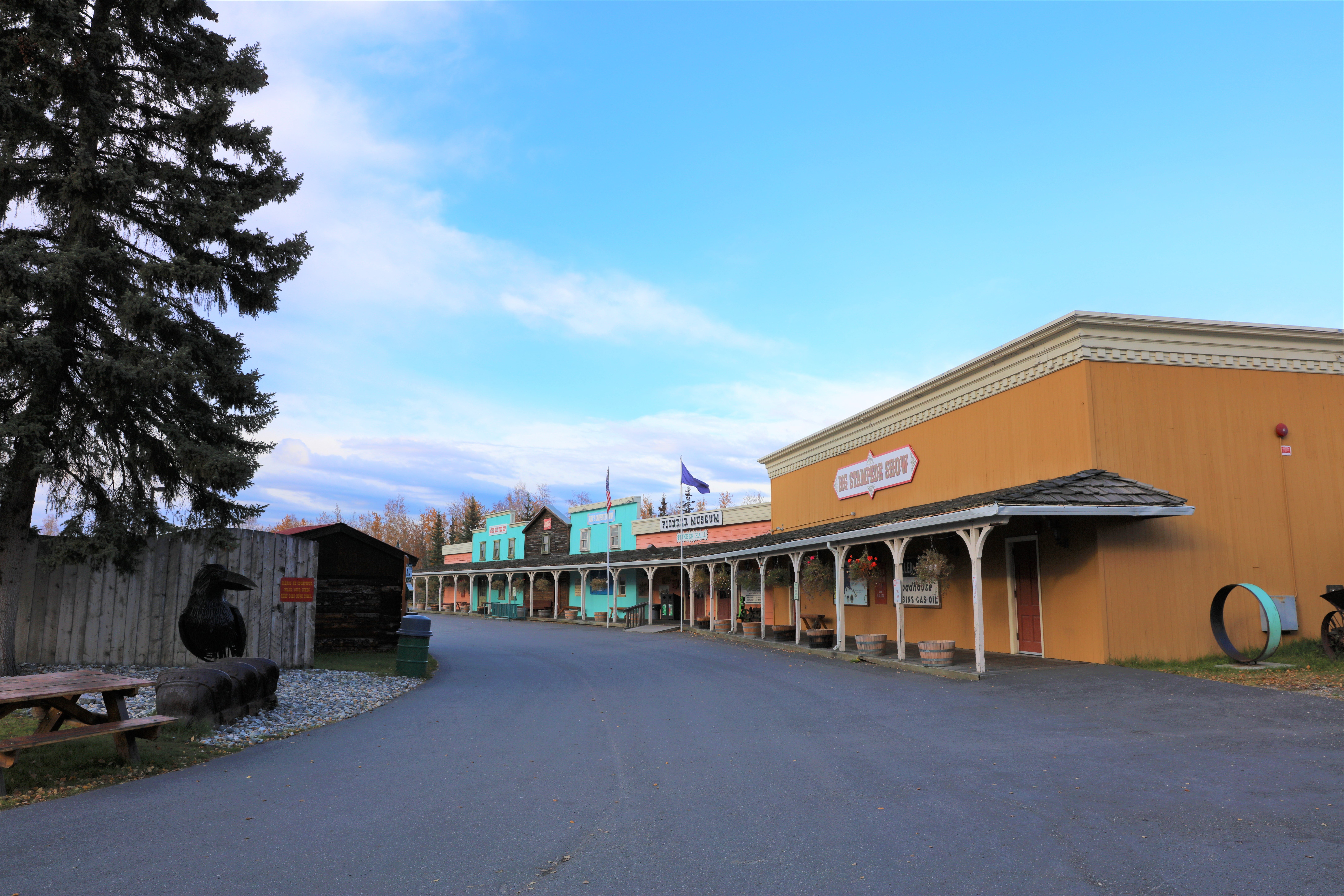
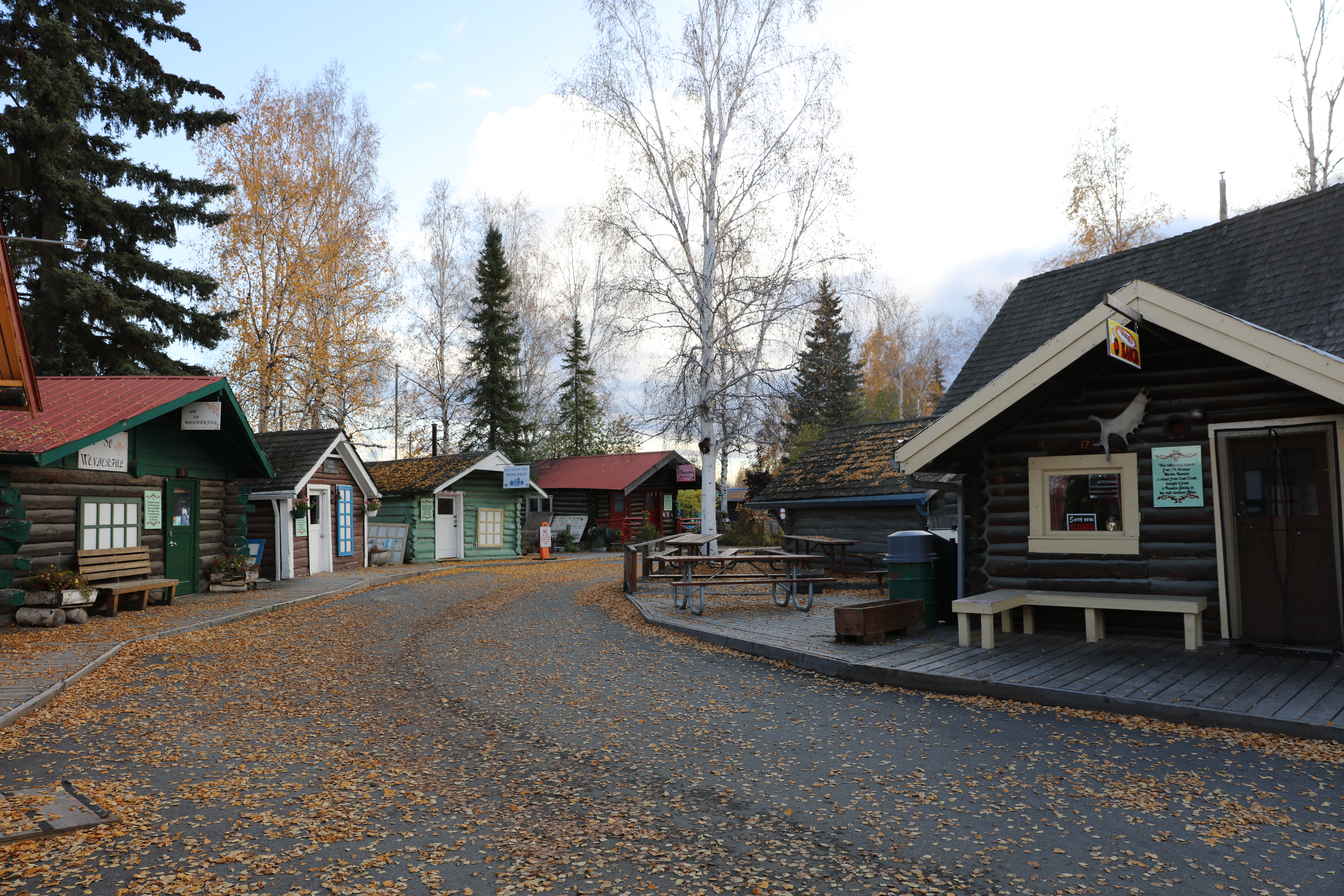
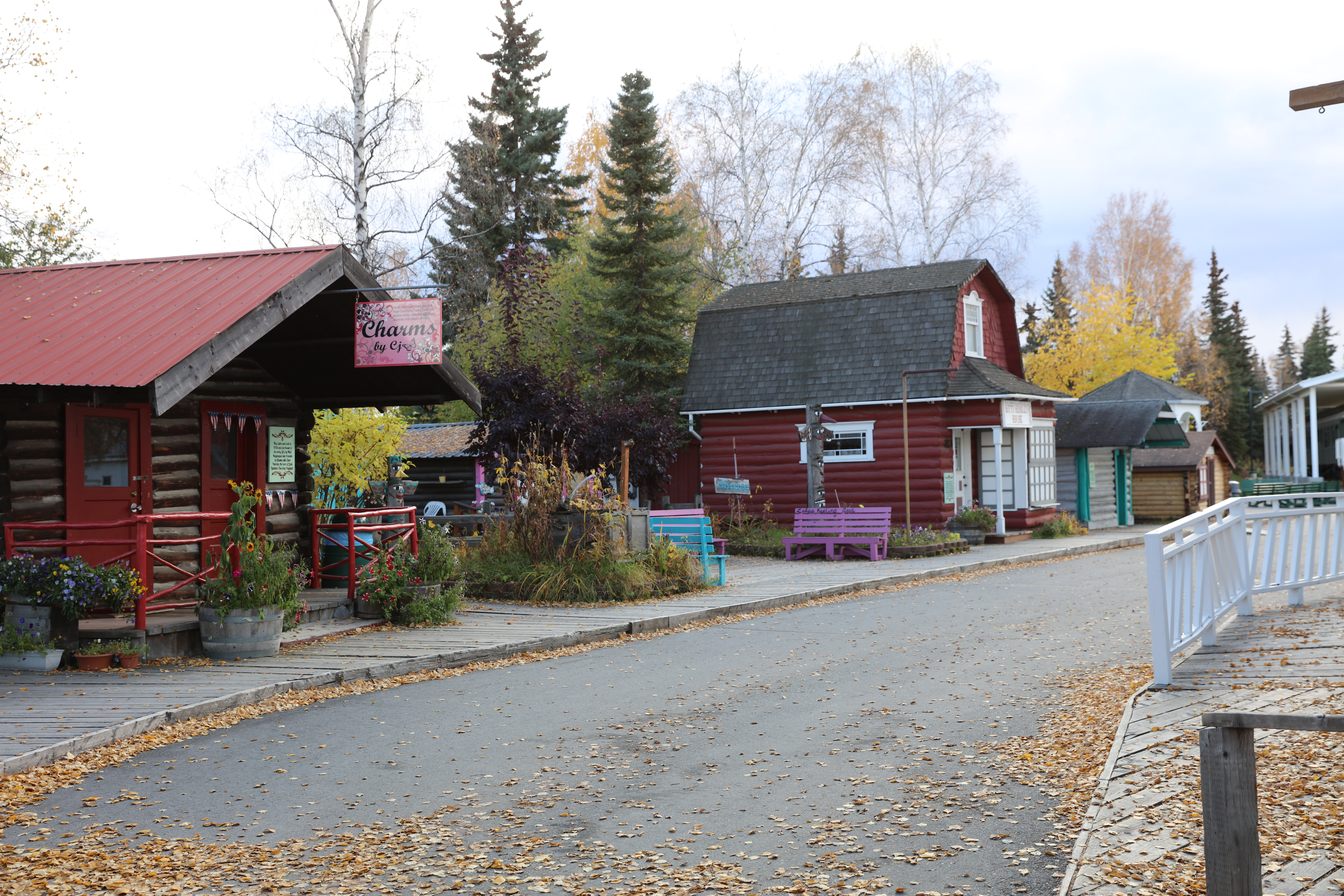

### Valley Mining

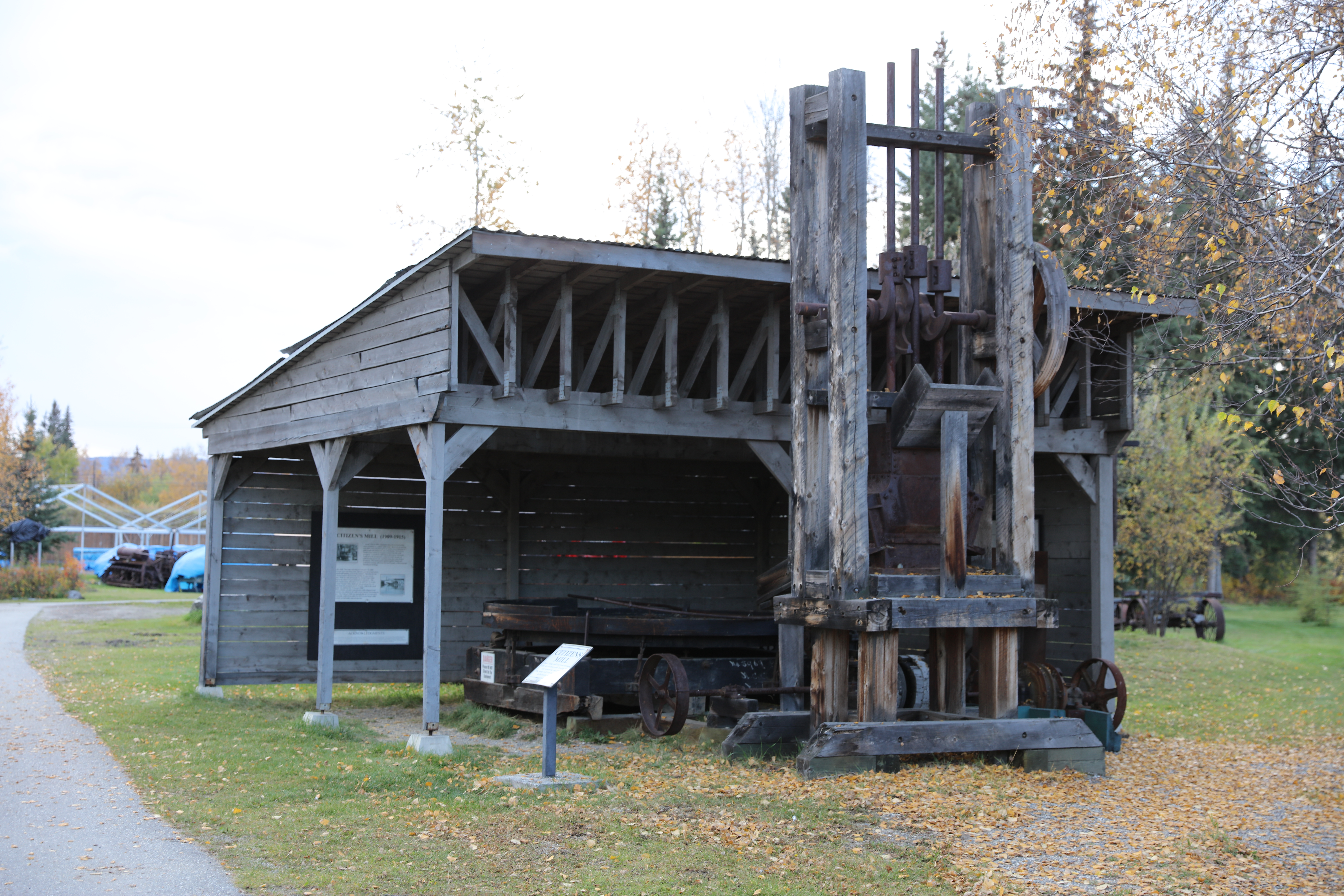
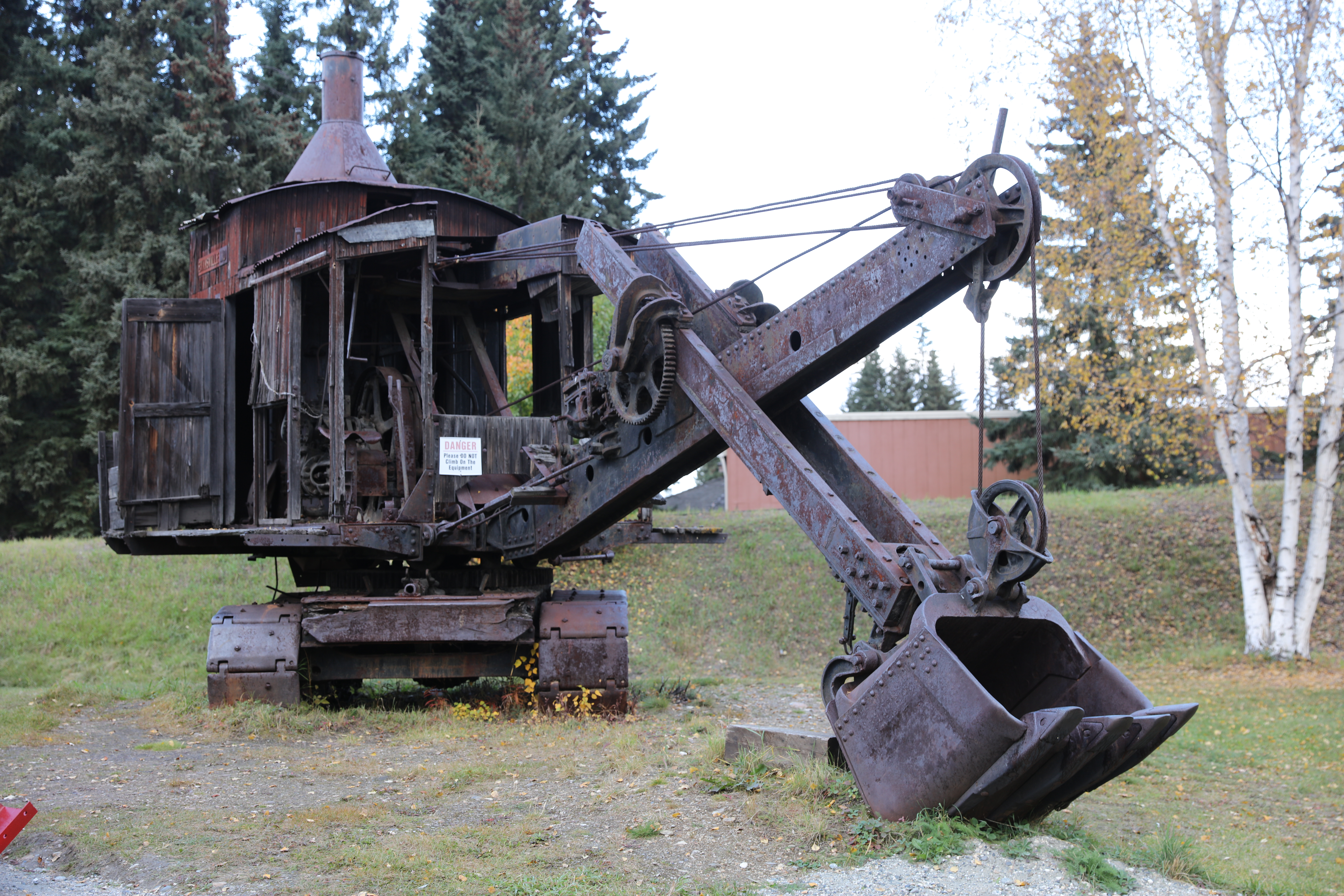